# États généraux de l'Europe
 (septembre 2018).
Si vous disposez d'ouvrages ou d'articles de référence ou si vous connaissez des sites web de qualité traitant du thème abordé ici, merci de compléter l'article en donnant les références utiles à sa vérifiabilité et en les liant à la section « Notes et références ».
Les États généraux de l'Europe sont un rassemblement de la société civile européenne destiné à susciter une dynamique commune.

## Objectif
L'idée des États généraux de l'Europe a été portée dès septembre 2006 par le président fondateur d'EuropaNova Guillaume Klossa à la suite du rapport que l'ONG EuropaNova avait réalisé avec 12 plates-formes d'ONG européennes et remis au Conseil européen le 16 juin 2006. Le rapport mettait en évidence un déficit de « fierté européenne » et la nécessité d'un travail collectif permettant de mieux mettre en perspective et porter politiquement les principaux bénéfices et progrès collectifs de la dynamique européenne. Notre Europe d'abord par la voix de Jacques Delors et de Gaëtane Ricard-Nihoul se rallie à l'idée en novembre de la même année, puis Sylvie Goulard, nouvellement élue à la tête du Mouvement européen France, mobilise dès janvier 2007 les moyens de son organisation.

## Éditions

### Première édition: 17 mars 2007
La première édition des États généraux de l'Europe s'est tenue à Lille (France) le 17 mars 2007 sur le thème de la fierté européenne. Les États généraux ont lancé à l'échelle continentale les célébrations du cinquantième anniversaire du traité de Rome de 1957. Il s'agit de la première grande manifestation de la société civile européenne après les « non » français et néerlandais au projet de Constitution européenne.
Cette première édition a rassemblé plus de 3000 participants, 50 organisations non gouvernementales (ONG), syndicats et associations françaises et européennes et 110 intervenants qui ont participé à 16 ateliers participatifs. Les résultats des travaux ont donné lieu à un rapport remis aux dirigeants européens. À la suite de ces premiers États généraux de l'Europe, les 50 ONG et associations partenaires ont décidé en avril 2007 l'organisation de seconds et troisièmes États généraux à l'occasion de la présidence française de l'Union européenne sur le thème de la citoyenneté et à l'occasion des élections européennes de juin 2009.

### Seconde édition: 21 juin 2008
Les seconds États généraux, dont la mise en œuvre est copilotée par EuropaNova, Notre Europe et le Mouvement européen, mobilisent 90 partenaires associatifs et syndicaux français et européens.
Ils rassemblent, au lendemain du Conseil européen des 19 et 20 juin 2008 et quelques jours après le « non » irlandais au traité de Lisbonne, plus de 3000 personnes de tout le continent. Près de 150 personnalités européennes de première importance s'y sont retrouvées, dont le président de la République italienne, le président du groupe Verts au Parlement européen Daniel Cohn-Bendit, l'ancien Premier ministre belge Guy Verhofstadt, des ministres dont Michel Barnier et Jean-Pierre Jouyet et d'anciens ministres dont Mario Monti ainsi que les représentants des principales ONG du continent.

### Troisième édition: 17 avril 2010
Une troisième édition s'est tenue l'occasion du 60e anniversaire de la déclaration Schuman en avril 2010 à Strasbourg. En présence du président de la Commission européenne, José Manuel Durão Barroso, et de nombreux ministres et commissaires européens, il a donné lieu à une intervention du ministre français Pierre Lellouche sur le rôle de la Commission qui a lancé une polémique.

### Quatrième édition: 10 mars 2012
La quatrième édition se tiendra à Sciences Po Paris le 10 mars 2012 sur le thème « Européens, ensemble sortons de la crise ».

### Cinquième édition: 9 mai 2014
La cinquième édition aurait réuni près de 1000 personnes.

### Sixième édition: 18 mars 2017
La réunion des États généraux de l'Europe en mars 2017 n'ont réuni qu'une centaine de militants. Cet événement était organisé par le Mouvement européen et Terra Nova.

## Sources